# 達奇內克 (新澤西州坎伯蘭縣)
達奇內克（英語：Dutch Neck）是位於美國新澤西州坎伯蘭縣的普查規定居民點。

## 人口
根據2020年美國人口普查的數據，達奇內克的面積為1.19平方千米，皆為陸地。當地共有人口123人，而人口密度為每平方千米103.36人。